# Gouvernement Geert Bourgeois
Ne doit pas être confondu avec Gouvernement Léon Bourgeois.
Communauté flamande et Région flamande
Peeters II Homans
Le gouvernement Geert Bourgeois est un gouvernement flamand tripartite composé :
- des nationalistes flamands de la N-VA,
- des chrétiens-démocrates du CD&V
- et des libéraux de l'Open VLD

Il succède, le 25 juillet 2014, au gouvernement Peeters II, à la suite des élections régionales du 25 mai 2014. Élu au Parlement européen, le 26 mai 2019, Geert Bourgeois se retire du gouvernement, le 2 juillet 2019 laissant la ministre-présidence à sa camarade de parti Liesbeth Homans et faisant place au Gouvernement Homans qui restera en place le temps des négociations pour un nouveau gouvernement flamand.  

## Composition
Le Gouvernement flamand se compose comme suit :
| Image | Poste | Titulaire           | Période                          |  | Parti    |
| ----- | --- | ------------------- | -------------------------------- |  | -------- |
|       | Ministre-président Politique extérieure et Patrimoine immobilier                                                              | Geert Bourgeois     | 25 juillet 2014 – 2 juillet 2019 |  | N-VA     |
|       | Vice-Ministre-présidente Enseignement                                                                                         | Hilde Crevits       | 25 juillet 2014 – 2 juillet 2019 |  | CD&V     |
|       | Vice-Ministre-présidente Affaires intérieures, Intégration civique, Logement, Égalité des chances et Lutte contre la Pauvreté | Liesbeth Homans     | 25 juillet 2014 – 2 juillet 2019 |  | N-VA     |
|       | Vice-Ministre-président (jusqu'au 31 décembre 2018) Budget, Finances et Énergie                                               | Annemie Turtelboom  | 25 juillet 2014 – 29 avril 2016  |  | Open Vld |
|       | Vice-Ministre-président (jusqu'au 31 décembre 2018) Budget, Finances et Énergie                                               | Bart Tommelein      | 4 mai 2016 - 31 décembre 2018    |  | Open Vld |
|       | Vice-Ministre-président (jusqu'au 31 décembre 2018) Budget, Finances et Énergie                                               | Lydia Peeters       | 9 janvier 2019 – 2 juillet 2019  |  | Open Vld |
|       | Vice-Ministre-président (depuis le 31 décembre 2018) Culture, Médias, Jeunesse et Bruxelles                                   | Sven Gatz           | 25 juillet 2014 – 2 juillet 2019 |  | Open Vld |
|       | Ministre Bien-être, Santé et Famille                                                                                          | Jo Vandeurzen       | 25 juillet 2014 – 2 juillet 2019 |  | CD&V     |
|       | Ministre Mobilité et Travaux publics, Périphérie bruxelloise, Tourisme et Bien-être animal                                    | Ben Weyts           | 25 juillet 2014 – 2 juillet 2019 |  | N-VA     |
|       | Ministre Emploi, Économie, Innovation et Sport                                                                                | Philippe Muyters    | 25 juillet 2014 – 2 juillet 2019 |  | N-VA     |
|       | Ministre Environnement, Nature et Agriculture                                                                                 | Joke Schauvliege    | 25 juillet 2014 – 5 février 2019 |  | CD&V     |
|       | Ministre Environnement, Nature et Agriculture                                                                                 | Koen Van den Heuvel | 6 février 2019 – 2 juillet 2019  |  | CD&V     |